# Campus de Gijón

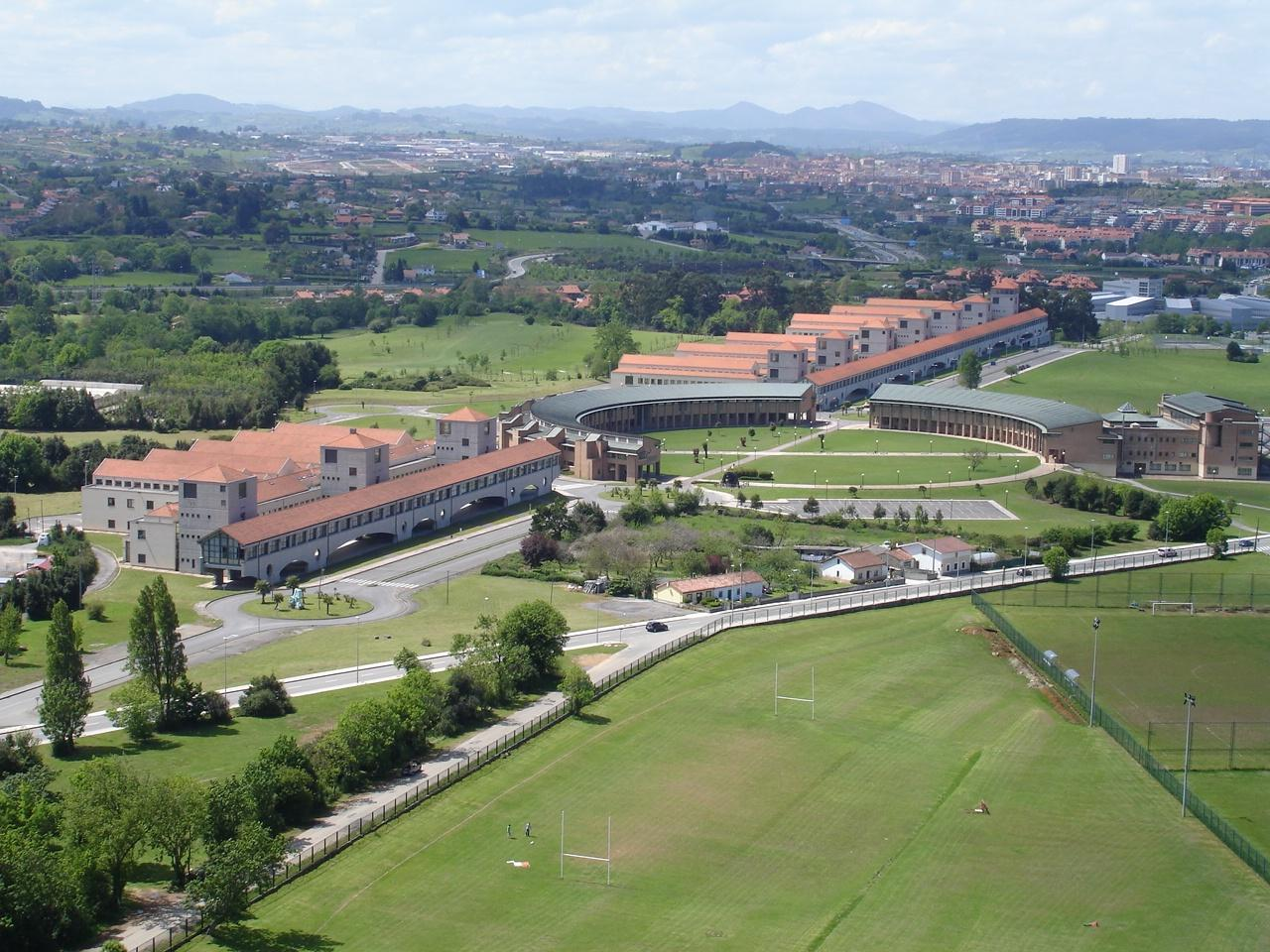
Vista aérea parcial del campus de Gijón. Se aprecian los dos edificios departamentales (con forma de puente), los dos aularios (con forma curva) y el Edificio Polivalente (al fondo de la imagen). Los cuatro son instalaciones de la EPI

El Campus de Gijón es un campus de la Universidad de Oviedo ubicado en Gijón (Asturias). Se sitúa al este de la ciudad, sobre las parroquias de Somió, Bernueces y Cabueñes. También se le conoce como Campus de Viesques, aunque ninguna zona del campus pertenece a dicho barrio cercano.
El Campus forma parte de la Milla del Conocimiento Margarita Salas, denominación institucional que recibe esta zona de la ciudad, que consiste en un eje de una milla con equipamientos culturales, científicos y educativos.
Su primer edificio abrió en 1982 y se consolidó definitivamente en 2007 con el traslado de la Facultad de Comercio a la Universidad Laboral. 

## Descripción
En el campus de Gijón se ubican las siguientes facultades y escuelas de la Universidad de Oviedo:
- Escuela Politécnica de Ingeniería de Gijón
- Escuela Superior de la Marina Civil de Gijón
- Facultad de Comercio, Turismo y Ciencias Sociales Jovellanos

y el siguiente centro adscrito:
- Facultad de Enfermería de Gijón[1]

## Historia
En 1972 la Escuela Superior de Comercio, ubicada en la plaza del Instituto de Gijón, fue absorbida por la Universidad de Oviedo, siendo el primer centro de la universidad que no se ubicaba en Oviedo. Ese mismo año, la Escuela de Peritos (en la calle Manuel Llaneza) pasó también bajo administración de la Universidad de Oviedo. Quedó entonces un campus desconectado entre sí. En 1980 el Ayuntamiento de Gijón acordó con la Universidad construir un nuevo campus en los terrenos ocupados anteriormente por la "Fundación José Antonio Girón", los cuales habían estado destinados a las necesidades de la Universidad Laboral de Gijón y pertenecían al Ministerio de Trabajo.

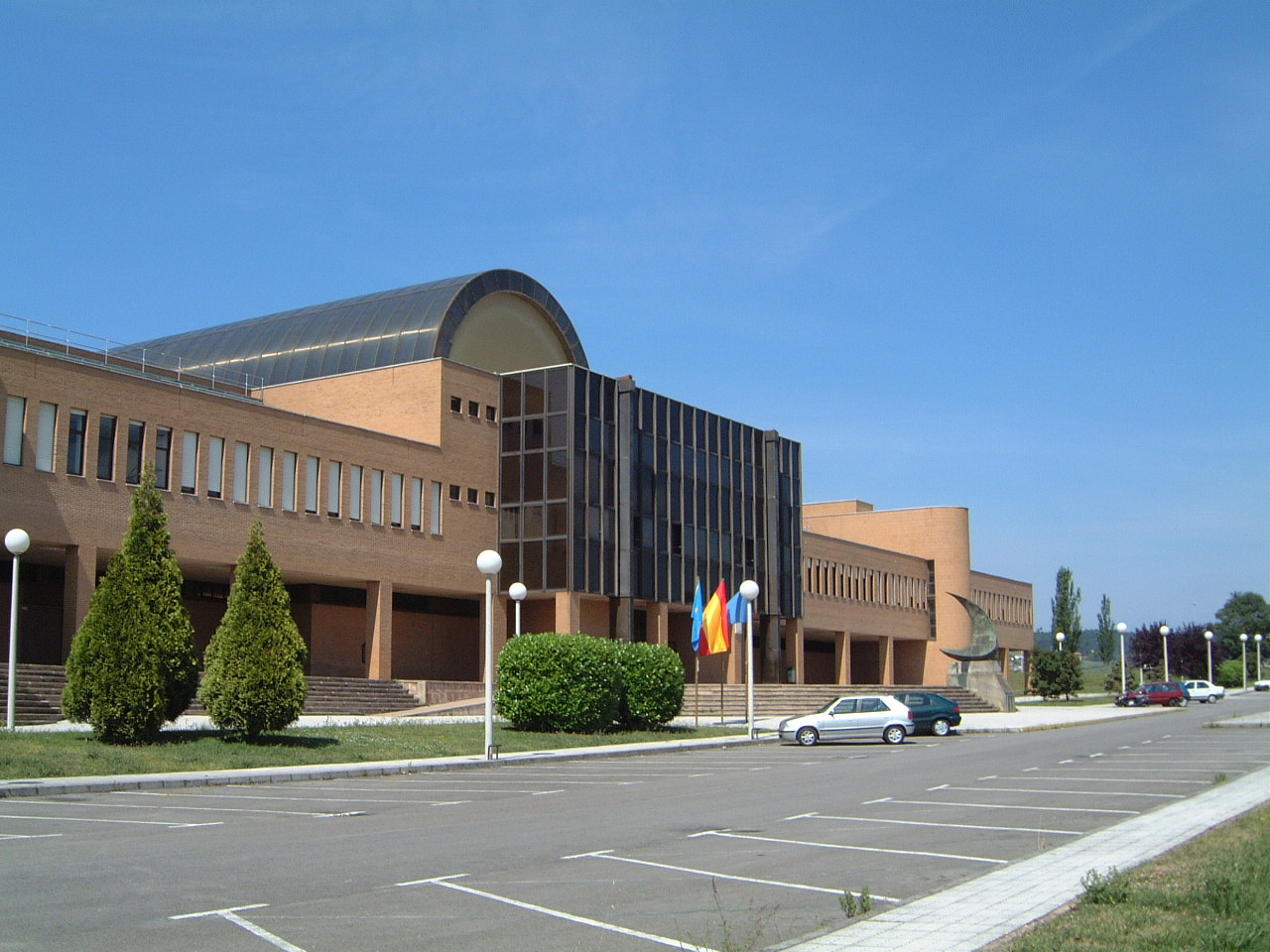
La Escuela Superior de la Marina Civil fue el segundo edificio del campus (1985).

El 14 de octubre de 1982 se inauguró el edificio de la Escuela Técnica Superior de Ingenieros Industriales de Gijón. Se trata de un edificio de planta circular con naves a modo de radios construido en la margen izquierda del río Peñafrancia, en Bernueces. Su diseño, en estilo brutalista, fue elaborado por Ignacio Álvarez Castelao en 1977 y actualmente se emplea como Edificio Polivalente de la Escuela Politécnica de Ingeniería. En 1985 se inauguró el edificio sede de la Escuela Superior de la Marina Civil, diseñado por Diego Cabezudo.
El PGO de Gijón de 1986 ("Plan Rañada") recalificaba estos terrenos como suelo destinado a equipamientos universitarios. La intención era unir mediante un gran campus a los edificios de la Escuela de Ingeniera (1982) y Marina (1985) con el complejo de la Universidad Laboral (Cabueñes).

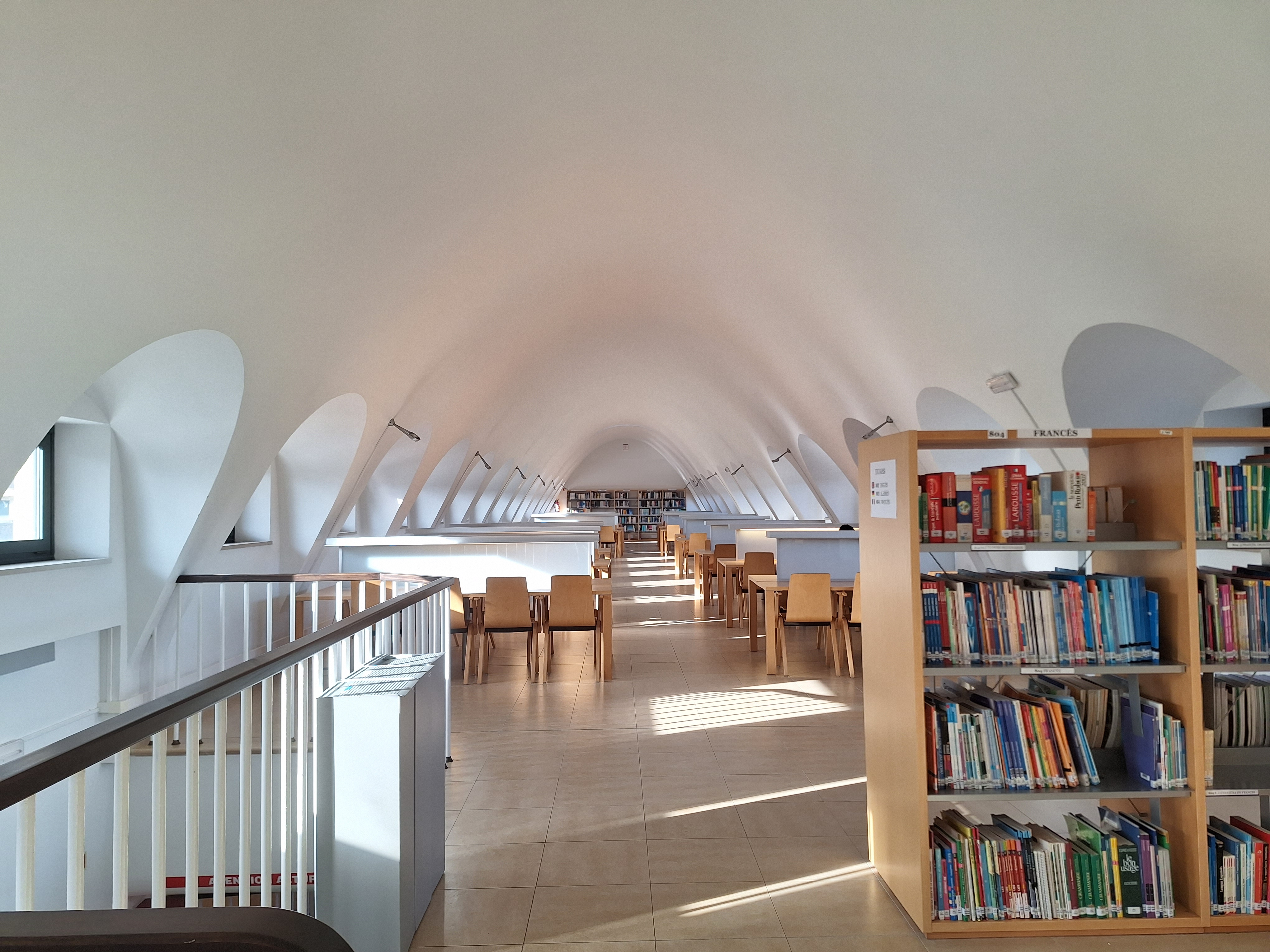
Biblioteca de la Facultad de Comercio, Turismo y Ciencias Sociales Jovellanos, ubicada en la sección este de la Universidad Laboral

El Plan Especial que daría forma al campus fue encargado en 1987 por el Ministerio de Educación y Ciencia a los arquitectos Ramón Fernández-Rañada, José Ramón Menéndez de Luarca, Gerardo Salvador Molezún y Ramón Vázquez Molezún. El plan se presentó en 1988. Este mismo equipo también diseñaría dos edificios en 1991. Serían los dos departamentales, edificios de extensión longitudinal con forma de puente. Otro equipo de arquitectos, formado por Cosme Cuenca y Jorge Hevia, diseñarían los aularios, edificios de forma curva y plaza central. Los cuatro edificios abrieron en 1996 y estaban destinados a la actual Escuela Politécnica de Ingeniería.
En enero de 2007 la Facultad de Comercio, Turismo y Ciencias Sociales Jovellanos se trasladó desde su antigua sede a la parte sur y este del edificio de la Universidad Laboral, completando así el Campus de Gijón.
Está prevista la construcción de una residencia universitaria en los próximos años a la altura de la Escuela de Marina.

## Universidad Europea
A principios de los 2020 la Universidad Europea, institución universitaria privada, mostró su interés en instalarse en Asturias, concretamente en el campus de Gijón, aprovechando una parcela municipal proveniente de la ampliación del Parque Científico Tecnológico. Tras aplicar una inversión de 33 millones de euros la universidad tiene previsto desarrollar la construcción de su campus entre 2025 y 2027.Se tratará de la segunda universidad de Asturias, y la primera privada.